# Argentina International 1998
Die Argentina International 1998 im Badminton fanden vom 16. bis zum 18. Oktober 1998 in Buenos Aires statt.

## Die Sieger und Platzierten
| Disziplin    | Gold                             | Silber                            | Bronze                            |
| ------------ | -------------------------------- | --------------------------------- | --------------------------------- |
| Herreneinzel | Richard Vaughan                  | Oscar Brandon                     | Sveinn Sölvason                   |
| Herreneinzel | Richard Vaughan                  | Oscar Brandon                     | Arturo Amaya                      |
| Dameneinzel  | Joanne Muggeridge                | Lorena Blanco                     | Ximena Bellido                    |
| Dameneinzel  | Joanne Muggeridge                | Lorena Blanco                     | Adrienn Kocsis                    |
| Herrendoppel | Guilherme Pardo Ricardo Trevelin | Luis Lopezllera Bernardo Monreal  | Guilherme Kumasaka Leandro Santos |
| Herrendoppel | Guilherme Pardo Ricardo Trevelin | Luis Lopezllera Bernardo Monreal  | Oscar Brandon Jorge Meyer         |
| Damendoppel  | Ximena Bellido Lorena Blanco     | Adrienn Kocsis Doriana Rivera     | Veronica Estrada Gabriela Melgoza |
| Damendoppel  | Ximena Bellido Lorena Blanco     | Adrienn Kocsis Doriana Rivera     | Lais Ahnert Fernanda Kumasaka     |
| Mixed        | Oscar Brandon Adrienn Kocsis     | Bernardo Monreal Gabriela Melgoza | Ricardo Trevelin Cristina Nakano  |
| Mixed        | Oscar Brandon Adrienn Kocsis     | Bernardo Monreal Gabriela Melgoza | Leandro Santos Fernanda Kumasaka  |